# All My Movies
All My Movies (рус. Все мои фильмы) — программа каталогизатор фильмотеки, с возможностью получения сведений о фильме из Интернет баз данных. Программа написана на языке программирования Delphi с использованием базы данных MS Access Смирновым Максимом. Первая версия вышла в августе 2003 года. Распространяется по shareware-лицензии. Интерфейс программы переведен на 33 языка. Программа имеет 30 дней бесплатного периода.
С 2011 года All My Movies является официальным сервисом  Кинопоиска.ру

## Основные возможности
- Импорт информации о фильме из интернет базы данных IMDb, Кинопоиск и многих других. Поддержка большинства баз данных осуществляется с помощью плагинов, доступных для скачивания со страницы загрузок[2]. Из Википедии импорт не предусмотрен.
- Импорт обложек большого размера с Amazon.com и DVDEmpire.com или с любого TWAIN-совместимого устройства.
- Возможность хранения информации об актёрах, сценаристах, режиссёрах, телесериалах.
- Возможность импорта названий и описаний эпизодов.
- Изменяемый вид отображения фильмов. Поддержка отображения с возможностью редактирования HTML-шаблонов.
- Поддержка устройства для хранения компакт-дисков DACAL DC-300
- Пользовательский интерфейс поддерживает «скины» (темы, стили)
- Захват скриншотов прямо из видеофайлов и сохранение их в базе данных.
- Поиск фильма по следующим полям базы данных:
  - Название фильма
  - Режиссёр фильма
  - Год выпуска
  - Актёры
  - Жанр
- Поддержка плагинов
- Расширенные возможности импорта коллекции из файлов Microsoft Excel и других источников.
- Экспорт фильмотеки в язык HTML, текстовый или Microsoft Excel формат.
- Защита паролем базы данных.
- Встроенный менеджер отданных фильмов.
- Создание иллюстрированного каталога для таких медиаплееров как HDI Dune и Tvix

## История версий
- Начиная с версии 1.2 появилась возможность импорта информации с IMDb
- Начиная с версии 2.0 появилась поддержка русского языка
- Начиная с версии 2.7 появилась поддержка HTML экспорта.
- Начиная с версии 4.2 появилась поддержка устройства Dacal DC300 CD Library device
- Начиная с версии 5.0 появился встроенный менеджер печати с поддержкой редактируемых шаблонов
- Начиная с версии 5.1 появился новый режим отображения коллекции - в виде миниатюр обложек
- Начиная с версии 5.2 появилась возможность многоуровнего резервного копирования коллекции
- Начиная с версии 5.4 появился режим отображения коллекции в виде виртуальной книжной полки[3]
- Начиная с версии 5.9 поддерживается работа с Blu-ray форматом
- Начиная с версии 6.0 доступна одновременная работа нескольких пользователей с одной коллекцией в локальной сети
- Начиная с версии 6.2 появилась возможность синхронизации с профилем на  Кинопоиске.ру
- Начиная с версии 7.0 программа умеет запоминать сыгранных персонажей для актёров
- Начиная с версии 7.3 появилась возможность экспорта коллекции на iPhone, iPad и устройства под управлением Android.

## Награды
- Журнал «PC Magazine/RE»: Лучший софт 2008.[4]
- Второе место в номинации "Дизайн и мультимедиа" в конкурсе "Софт года 2010", проводимый Mail.Ru[5]